# Hîjdieni, Orhei
Hîjdieni este un sat din cadrul comunei Berezlogi din raionul Orhei, Republica Moldova

## Personalități locale
- Boris Movilă (n. 1928), redactor de film și de carte, publicist, scenarist, traducător